# Hartfalenverpleegkundige
Een hartfalenverpleegkundige is een verpleegkundige met een vervolgopleiding om mensen met de cardiologische aandoening hartfalen te begeleiden.

## Functie

### Werkveld
Een hartfalenverpleegkundige werkt meestal in het ziekenhuis. Op de polikliniek heeft een hartfalenverpleegkundige zijn eigen spreekkamer waar de hartfalenverpleegkundige de patiënten ontvangt. Naast de polikliniek is een hartfalenverpleegkundige soms ook te vinden op de verpleegafdeling met name de afdeling cardiologie. De hartfalenverpleegkundige bezoekt dan hartfalenpatiënten die een consult voor de hartfalenverpleegkundige hebben, maar in het ziekenhuis opgenomen liggen.

### Taken
Hieronder enkele voorbeelden van taken van de hartfalenverpleegkundige:
- begeleiden in het 'ziek zijn'. (wordt soms overgenomen door bijvoorbeeld maatschappelijk werk)
- voorlichting geven over het desbetreffende ziektebeeld van de patiënt omtrent oorzaken, behandeling, symptomen, medicatiegebruik e.d.
- voorlichting geven over leef- en voedingsregels omtrent het ziektebeeld. (wordt soms overgenomen door een diëtist)
- hartfalenpatiënten observeren op zijn huidige lichamelijk situatie en eventueel i.o.m. de cardioloog de behandeling aanpassen.
- regelmatig overleg tussen de cardiolo(o)g(en) en de verpleegafdeling.
- hartfalenpatiënten leren hoe zij zichzelf kunnen observeren op oedemen zoals dagelijks wegen, toenemende dyspneu en dikker worden van de enkels.

## Kennis

Een hartfalenverpleegkundige moet echo's van het hart (echocardiografie) kunnen lezen.

Een hartfalenverpleegkundige beschikt over meer kennis betreft cardiologische ziektebeelden dan een 'gewone' verpleegkundige. Tevens moet en hartfalenverpleegkundige ook ECG's en echocardiografie kunnen lezen. Een hartfalenverpleegkundige heeft ook enige kennis betreft medicatie omtrent hartfalen. Een hartfalenverpleegkundige mag geen medicatie voorschrijven, maar kan wel zijn/haar bevindingen overmaken aan een cardioloog, die hiermee rekening kan houden om een behandelplan samen te stellen.

## Opleiding

### Nederland
De opleiding hartfalenverpleegkundige bestaat uit een paar bijeenkomsten, waarin de theorie over hartfalen en overige hartaandoeningen besproken en getoetst wordt. De opleiding is alleen op hbo-niveau te volgen en men moet in het bezit zijn van een diploma verpleegkunde met ervaring op de verpleegafdeling cardiologie.
Lijst van verpleegkundige specialisaties · portaal · afbeeldingen